# Alopoglossus eurylepis
Alopoglossus eurylepis — вид ящірок родини Alopoglossidae. Ендемік Колумбії.

## Поширення і екологія
Alopoglossus eurylepis відомі з типової місцевості, розташованої в горах Західного хребта Колумбійських Анд, в департаменті Каука, на висоті 2190 м над рівнем моря. Вони живуть у вологих тропічних лісах.

## Збереження
МСОП класифікує стан збереження цього виду як близький до загроливого. Alopoglossus eurylepis може загрожувати знищення природного середовища.